# Overkill (együttes)
Az Overkill amerikai thrash metal együttes 1980-ban alakult New Jerseyben. Nevüket a Motörhead 1979-es Overkill című zenei albuma után választották.
A punk és heavy metal korai ötvözésével az Overkill egyike volt a legelső thrash metal zenekaroknak, és a kezdetek óta folyamatosan jelen vannak a nemzetközi színtéren. Intenzív élő fellépéseikkel komoly elismerést vívtak ki maguknak a stílus rajongóinak körében. Pályatársaik többségével ellentétben soha nem oszlottak fel, habár az évek során a zenekar felállása többször változott. Az alapító tagok közül máig kitartó énekes Bobby „Blitz” Ellsworth és a basszusgitáros D. D. Verni számítanak az Overkill motorjának.
Első nagylemezük 1985-ben jelent meg a Megaforce kiadónál. Második albumukat már az Atlantic Records forgalmazta az egész világon. Közel négy évtizedes pályafutásuk alatt 18 stúdióalbumot, 3-3 koncertlemezt, koncertvideót és válogatásalbumot, valamint egy feldolgozáslemezt adtak ki. 2010 óta megjelent összes nagylemezük rendre felkerült a Billboard 200-as lemezeladási listára az Amerikai Egyesült Államokban. Legsikeresebb albumuk, az 1989-es The Years of Decay pedig megjelenése óta több mint négymillió példányban kelt el világszerte. Az Overkill vizuális védjegye a Chaly nevű denevérszárnyas ördögi koponya, amely 1988 óta a zenekar összes lemezborítóján megjelenik más-más formában.
Az együttes kilenc alkalommal lépett fel Magyarországon. Először 1998 júniusában Budapesten az E-klubban, utoljára 2024 szeptemberében a Barba Negra Klubban, szintén Budapesten.

## Zenei stílus
Az Overkill zenei stílusára az 1970-es évek punk rockja és brit heavy metal zenéje volt alapvető hatással. A punk vonalról a Ramones, a The Damned, a Sex Pistols és a The Dead Boys, míg a heavy metal oldaláról az Iron Maiden, a Judas Priest és a Motörhead zenekarok, illetve az Overkillre már a kezdetekben is jellemző lassú doom metal témáknál a Black Sabbath befolyása jellemző. Az Overkill ezeknek a zenei hatásoknak az ötvözésével egyike volt az első thrash metal zenekaroknak, melyek a gyors agresszív tempókról, és az egyszerű, de technikás riffelésről váltak ismertté. Az 1980-as években a többi sikeres thrash metal együttestől eltérően az Overkill nem két, hanem csak egy gitárra építette a hangzását, aminek súlyosbítására a basszusgitár kiemelt szerepet kapott, egyedivé téve ezzel a zenekar hangzását. Az énekes Bobby „Blitz” Ellsworth punkos, energikus hangja, énekstílusa is megkülönböztette az Overkillt pályatársaiktól.
Az 1990-es évektől folyamatos tagcserék zajlottak a zenekaron belül, 1991-től kétgitáros felállásra váltottak, ami természetesen zenei változásokat is hozott. A thrash metal mint zenei műfaj a népszerűségét tekintve világszerte háttérbe szorult, ezért az Overkill ennek ellensúlyozására groove metal elemekkel aktualizálta zenéjét. Mind a mai napig ez az ötvözet jellemző az Overkill stílusára: thrash metal, heavy metal, doom metal, groove metal, punk.

## Történet

### Kezdetek (1980–1984)
Az Overkill együttes 1980-ban alakult New Jerseyben, az Amerikai Egyesült Államokban, miután D. D. Verni basszusgitáros és Rat Skates dobos kiléptek a The Lubricunts nevű punk rock zenekarból. Az olyan brit heavy metal csapatok hatására, mint az Iron Maiden, vagy a Judas Priest, mindketten keményebb zenét akartak játszani. Hirdetés útján kerestek tagokat, így csatlakozott hozzájuk Robert Pisarek gitáros és Bobby „Blitz” Ellsworth (ex-D.O.A.) énekes. Az együttes kezdetben különböző neveken (például Virgin Killers, a Scorpions 1976-os albuma nyomán) játszotta első koncertjeit New Jersey klubjaiban. Az Overkill nevet végül a gitáros Pisarek javasolta az együttesnek. Műsoruk főleg feldolgozásokból állt, olyan együttesek dalaiból, mint Judas Priest, Iron Maiden, Black Sabbath, AC/DC, MSG, Accept, Y&T, Motörhead, illetve punk dalokból, mint a Sonic Reducer a The Dead Boystól, ami a legelső Overkill-albumra is felkerült. A zenekar színpadi megjelenése meglehetősen teátrális volt abban az időben. A KISS-től és a horror punk Misfitstől átvett arcfestésben, szintén a KISS-től kölcsönzött magastalpú csizmákban és a Judas Priest által akkoriban rockerdivattá tett szegecselt, fekete bőrnadrágokban, mellényekben léptek fel.
Pisarek hamar távozott az együttesből, a helyére pedig rögtön két gitáros is került: Dan Spitz és Anthony Ammendolo. 1981-ben mindketten kiléptek (Dan Spitz az Anthraxhez csatlakozott a következő évben), az Overkillbe pedig a Rich Conte–Mike Sherry-páros érkezett. A zenekar ebben az időben kezdett saját dalokat írni és játszani a koncerteken. Többek között ekkor született a Raise the Dead, a The Beast Within, az Overkill és a mai napig minden koncerten kihagyhatatlan Rotten to the Core. 1982/83 fordulóján Conte és Sherry kiléptek, az új gitárosok egyike pedig Bobby Gustafson (ex-Dropouts) lett. Az Ellsworth–Verni–Skates–Gustafson-felállású Overkill 1983-ban rögzítette első demófelvételét. Az öt dalt tartalmazó kazetta a Power in Black címet kapta. A demót eljuttatták minden szóba jöhető zenei magazinnak, lemezkiadónak és menedzsmentnek, hogy lemezszerződéshez jussanak. A neves Metal Massacre válogatás 1984-ben megjelent 5. kiadásán a Death Rider dallal szerepeltek, a New York Metal ’84 elnevezésű válogatásra pedig a Feel the Fire daluk került fel. 1984 novemberében újra stúdióba vonult az együttes, hogy felvegyenek az Azra/Metal Storm számára egy négyszámos minialbumot, amely az Overkill első hivatalos kiadványa lett.

### A klasszikus éra (1985–1990)

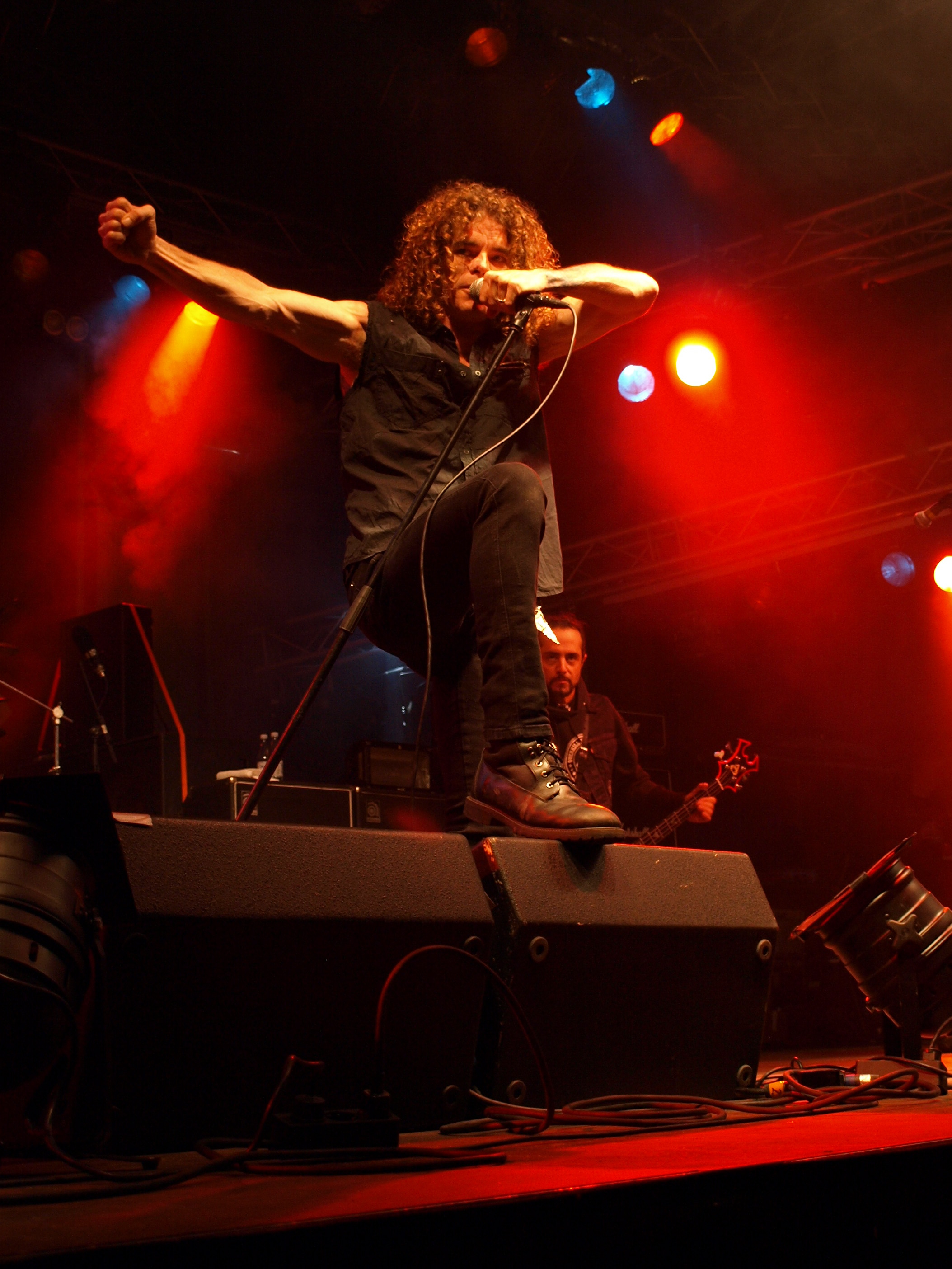
Bobby „Blitz” Ellsworth énekes

Az Overkill növekvő ismertségét látva a Megaforce Records főnöke, Jon Zazula 1984-ben szerződést kínált az együttesnek. Az 1982-ben indult Megaforce lemezkiadó jelentette meg korábban a Metallica debütáló albumát, a Raven, a Manowar, az Exciter és az Anthrax első lemezeit. Az Overkill első nagylemeze Feel the Fire címmel jelent meg 1985 áprilisában. A nyers hangzású, energikus thrash metal dalokkal teli album producere Carl Canedy, a The Rods dobosa volt. A lemezre az Overkill korai időszakának legjobb dalai kerültek fel, mint például a Raise the Dead, a Rotten to the Core vagy a Hammerhead, illetve az együttesről elnevezett, horror témájú Overkill, ami a következő három albumon újabb tételekkel bővülő sorozat első darabja lett. Bemutatkozó albumukkal a tarsolyukban az Overkill végre kiléphetett New Jersey és New York környékéről. Az év hátra lévő részében országszerte koncerteztek az Államokban a Megadeth társaságában, akik szintén első nagylemezüket népszerűsítették. Az Overkill 1986 első felében az Anthrax előzenekaraként turnézott Európában. Az 1986. májusi, Bochumban, Németországban tartott koncert VHS videón is megjelent US Speed Metal Attack címmel. Szeptembertől újra stúdióba vonultak, hogy rögzítsék második nagylemezüket, majd novembertől a Slayerrel koncerteztek Amerika nagyvárosaiban. A turné csúcspontja a december 6-ával kezdődően egymást követő három estén a New York-i Ritz színházteremben tartott fellépések voltak, ahol a Death Angel is szerepelt a fellépők között.
A Taking Over című új Overkill-album 1987 márciusában jelent meg a Megaforce kiadásában, akik időközben a thrash metal rohamosan növekvő népszerűségét kihasználva a multinak számító Atlantic lemezkiadóval kötöttek terjesztési szerződést, így az Overkill új lemeze mindenhol kapható volt. A Taking Over fel is került a Billboard 200-as lemezeladási listára, a 191. helyen. A felvételek a Pyramid Sound stúdióban zajlottak Alex Perialas hangmérnökkel, aki a korszak több thrash metal lemezén is dolgozott producerként vagy hangmérnökként. Perialasnak köszönhetően a lemez hangzása kevésbé lett nyers, mint a debütáló albumé, igazodott a korszak többi thrash metal anyagának megszólalásához. A himnikus hangvételű In Union We Stand dalhoz készített videóklip bekerült az MTV rotációjába, az együttes pedig tavasszal újra Európában koncertezett, ezúttal a Helloween előzenekaraként, május–júniusban pedig az Egyesült Államokban a Megadeth-szel. A turné apropóján kiadták a !!!Fuck You!!! minialbumot, melyen a címadó The Stiffs-feldolgozás stúdióváltozata mellett koncertfelvételek szerepelnek. A Taking Over album sikerének köszönhetően az Anthrax mellett az Overkill lett a legismertebb keleti parti thrash metal együttes. Épp ezért okozott komoly meglepetést a rajongók számára, hogy a zenekar motorjának számító dobos, Rat Skates 1987 végén kiszállt az együttesből.
Az új dobos a brit Robert „Sid” Falck lett az ex-Iron Maiden énekes Paul Di’Anno zenekarából, a Battlezone-ból. A harmadik Overkill-album munkálatai 1988 március–áprilisában zajlottak, újra Alex Perialasszal, a Pyramid stúdióban. A keverést ezúttal a Metallica Master of Puppets albumát is mixelő német hangmérnök, Michael Wagener végezte. Az album Under the Influence címmel jelent meg 1988 júliusában. A lemezeladási listán egy fokkal feljebb léptek, a 142. helyen nyitott az album, melynek borítóján első alkalommal szerepelt az azóta az együttes védjegyévé vált denevérszárnyas koponya, Chaly. Több kritikus véleménye szerint is az Under the Influence lemezzel zeneileg az első album irányába mozdult el az együttes, a többségében punkos, nyers hangvételű daloknak köszönhetően, amiben D. D. Verni előtérbe tolt basszusjátékának is nagy szerepe volt. A Hello from the Gutter dalhoz elkészítették a zenekar második videóklipjét. 1988 őszén indult amerikai lemezbemutató koncertkörútra az Overkill a Motörhead és a Slayer társaságában, a következő év januárjában pedig szintén a Slayerrel közösen már Európában zajlott az Under the Influence turné.
1989 júniusában a zenekar már neki is kezdett a következő nagylemez felvételeinek a stamfordi Carriage House Studiosban, ami komoly előrelépés volt a Pyramid stúdióhoz képest. Az album producere Terry Date volt, akit a Metal Church lemezein végzett munkája miatt választott a feladatra az Overkill. Date később az 1990-es években aztán a Pantera lemezeivel szerzett igazán hírnevet magának a szakmában. A negyedik Overkill-album végül októberben jelent meg, és a The Years of Decay címet kapta. A lemezre kilenc dal került fel, közel egyórányi játékidővel. Az albumon több dal is 8 perc vagy afeletti hosszúságú (Skullcrusher, Who Tends the Fire, The Years of Decay), amit az olyan rövid, energikus thrash dalok ellensúlyoznak, mint a punkos I Hate, a videóklippel is megtámogatott Elimination, illetve a korábbi három lemezen végigvonuló Overkill-sorozat záródarabja, az E.vil N.ever D.ies. A ma már klasszikus Overkill-albumnak számító The Years of Decay a helyezését tekintve rosszabbul szerepelt a Billboard lemezeladási listáján, mint elődje: csak a 155. helyig tudott felkapaszkodni. Ennek ellenére a mai napig több mint négymillió példányt adtak el belőle világszerte, amivel a zenekar kereskedelmileg legsikeresebb albuma lett.
Az Overkill a koncertezés terén is egy szinttel feljebb lépett. Az 1989 novemberében zajló amerikai lemezbemutató turnén már főzenekarként léptek színpadra, előzenekaraik pedig a Dark Angel és a Wolfsbane voltak. Európába 1990 februárjában ért el a turné (itt a thrash/funk metalt játszó Mordred volt az előzenekar), majd március–áprilisban újra az USA-ban koncerteztek. A zenekar fellépett a mexikói Hell and Heaven fesztiválon, olyan együttesekkel közösen, mint a Megadeth, a Fear Factory, a Destruction, vagy a Kataklysm, illetve 1990 májusában először játszottak a Távol-Keleten, Japánban. Közben a csapaton belül folyamatosan nőtt a feszültség a két fő dalszerző, Bobby Gustafson gitáros és D. D. Verni basszusgitáros között, ami végül odáig fajult, hogy 1990 végén Gustafson kilépett a csapatból, mivel az énekes Blitz is Verni oldalára állt.

### Gant/Cannavino (1991–1995)

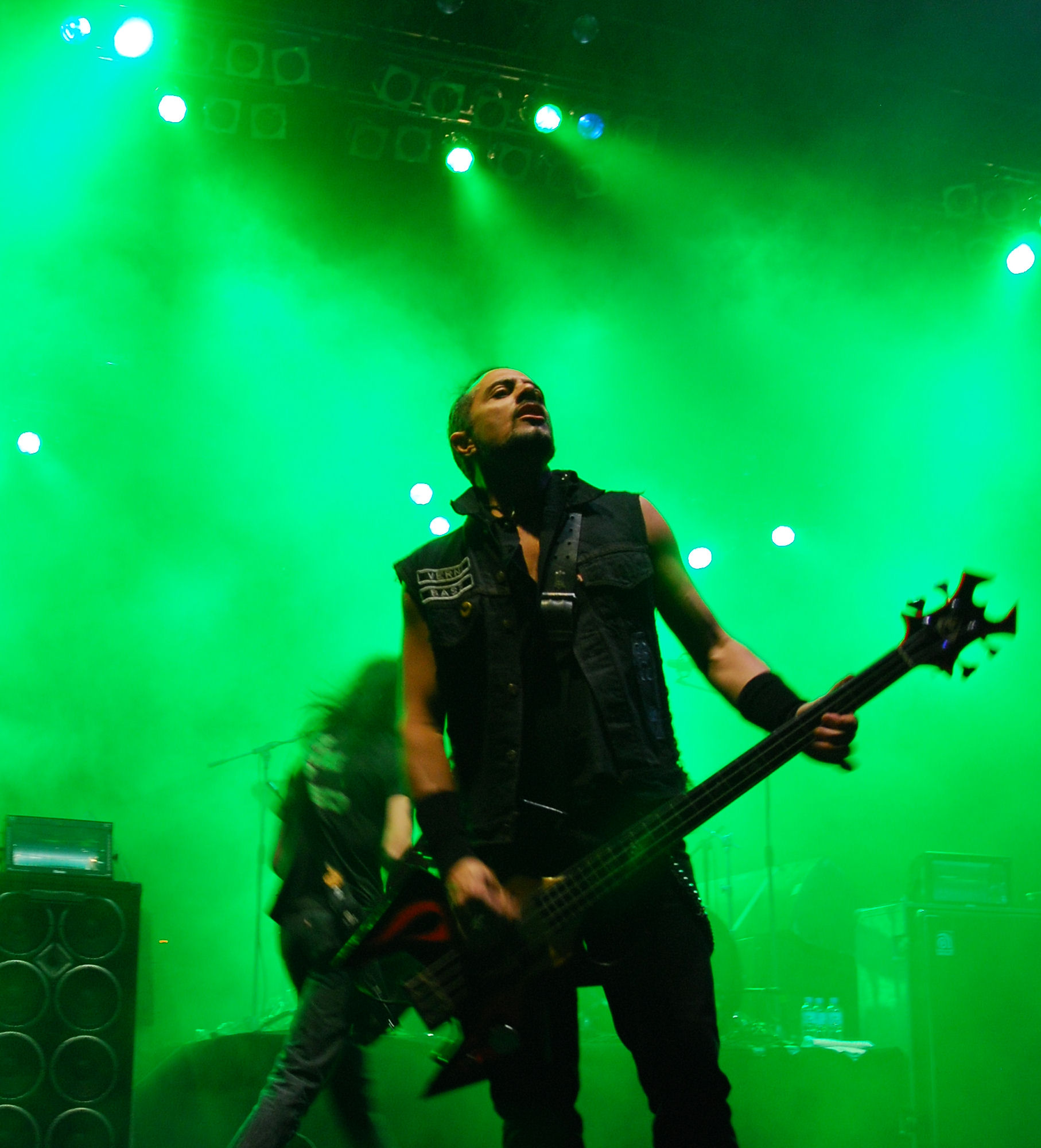
D. D. Verni basszusgitáros

Bobby Gustafson helyére rögtön két gitáros érkezett az együttesbe: Merritt Gant (ex-Faith Or Fear) és a csapat korábbi gitártechnikusa, Rob Cannavino. Az öttagúra bővült Overkill 1991 márciusában újra bevette magát a Carriage House Studiosba, hogy elkészítsék a zenekar ötödik nagylemezét. A hangmérnök/producer az előző albummal már bizonyított Terry Date volt. A dalszerzés feladatának súlya leginkább a basszusgitáros Vernire nehezedett, de az egész csapat kivette a részét a dalok megkomponálásából, beleértve az új tagokat is. A lemezkiadó azonban nem volt biztos abban, hogy sikerült elkészíteni a The Years of Decay méltó utódját, és ahhoz, hogy a szerződésüket megtarthassák, az Overkillnek egy élő lemezbemutatót kellett prezentálnia Brooklynban a kiadó emberei előtt. Az együttes végül nyertesen került ki ebből a csatából, és 1991. szeptember elején megjelent a Horrorscope című új album. A lemez nem tudott felkerülni a Billboard 200-as eladási listára, viszont a Billboard akkoriban újonnan bevezetett Heatseekers toplistáján a 29. helyig jutott. Ennek ellenére az albumot a rajongók és a kritikusok is jól fogadták. Kiemelték, hogy a dallista rendkívül változatos: a lassú, dallamos Soulitude-tól, a zongorás bevezetővel induló középtempós Bare Bones és a doom metal súlyosságú Horrorscope-on át az olyan tempós, thrashes zúzásokig, mint a Coma, a Blood Money vagy a Thanx for Nothin’, illetve Edgar Winter instrumentális Frankenstein című dalának feldolgozásáig. Az előző albumokhoz képest a két gitár extra súlyt ad az egész albumnak. Az énekes Bobby „Blitz” Ellsworth-öt emlékezetes énektémái miatt dicsérték, és „Sid” Falck komplex, izgalmas dobolását is kiemelték.
A Horrorscope album az eladási adatok 1991-től bevezetett elektronikus összesítése (Nielsen SoundScan) alapján a legtöbb példányban elkelt Overkill-album az Egyesült Államokban, ami 120 000 eladott hanghordozót jelent. Az amerikai lemezbemutató turnén az Anacrusis volt az Overkill előzenekara. 1992 márciusában a turné közepén a dobos Falck elhagyta az együttest. A helyére Tim Mallare ült be a hátralévő koncertekre az M.O.D. zenekarból. Mallare végül az Overkill rendes tagja lett, és még abban az évben hozzáláttak vele a következő stúdióalbum felvételeinek. A zenekar visszatért a Pyramid stúdióba Alex Perialashoz, ahol és akivel az első három Overkill-albumot készítették. A közös munka eredménye az 1993 tavaszán megjelent I Hear Black című nagylemez lett, ami valamelyest kilóg az Overkill-életműből azzal, hogy igazán gyors, thrashes dal alig található rajta. Az anyag gerincét a Black Sabbath örökségéből építkező középtempós, húzós power metal dalok adják. Nem is lett az ősrajongók kedvence. Jelzésértékű, hogy a borítón semmilyen formában nem szerepel a megszokott denevérszárnyas koponya, Chaly.
Az albumot közvetlenül az Atlantic Records adta ki, és a lemezzel az Overkill újra felkerült a Billboard 200-as eladási listájára, ezúttal a 122. helyen; a Heatseekers listán pedig egészen a 3. helyig jutott az album. A magyar Metal Hammer magazinban a hónap lemeze lett az I Hear Black. Videóklipet a Spiritual Void dalhoz forgattak, de nem került olyan sűrűn adásba az MTV-n, mint a korábbi Overkill-videók, tekintve, hogy ekkor már a grunge és az alternatív metal uralta a zenei színteret. A lemezbemutató World of Hurt turnén Európában a Savatage és a Non-Fiction volt az előzenekar, utóbbi az amerikai körútra is elkísérte az Overkillt.
1994 nyarán már meg is érkezett az újabb Overkill-stúdióalbum, a W.F.O. A lemez teljes visszatérést jelentett az együttes korábbi zenei világához, ahol a thrash metal dominált. Az albumot a stamfordi Ambient stúdióban rögzítették április–május hónapokban, és az anyag producere maga a zenekar volt. A W.F.O. volt az utolsó Overkill-album, amely az Atlantic Records kiadásában jelent meg. A lemez nem vert nagy hullámokat, a Billboard Heatseekers listáján a 9. helyet érték el vele. Az anyagot az olyan thrash dalok uralják, mint a nyitó Where It Hurts, a száguldó Fast Junkie vagy Supersonic Hate. Kimértebb tempók egyedül az album végén hallhatók, az európai rajongóknak ajánlott, himnikus Bastard Nation és a fenyegető hangulatú Gasoline Dream dalokban találhatók. A R.I.P. (Undone) című instrumentális dalt a Savatage-gitáros Criss Oliva emlékének ajánlották, aki nem sokkal korábban, 1993 októberében hunyt el autóbalesetben.
A W.F.O. európai turnéján a Jag Panzer kísérte az Overkillt. Hozzájuk csatlakozott harmadikként az észak-amerikai koncerteken a Massacre. Az 1995. január 28-ai fellépést a clevelandi Agora Theaterben rögzítették, és még az év májusában dupla koncertalbum formájában kiadták Wrecking Your Neck címmel. A limitált első széria bónuszként tartalmazta az 1984-es Overkill minialbum újrakiadását is egy külön harmadik lemezen. Ez a koncertfelvétel volt a Gant–Cannavino-páros utolsó kiadványa az Overkill soraiban. Merritt Gant a családjával szeretett volna több időt tölteni, Rob Cannavino pedig a motorversenyzésért adta föl a zenészéletet.

### Comeau/Marino (1995–1999)

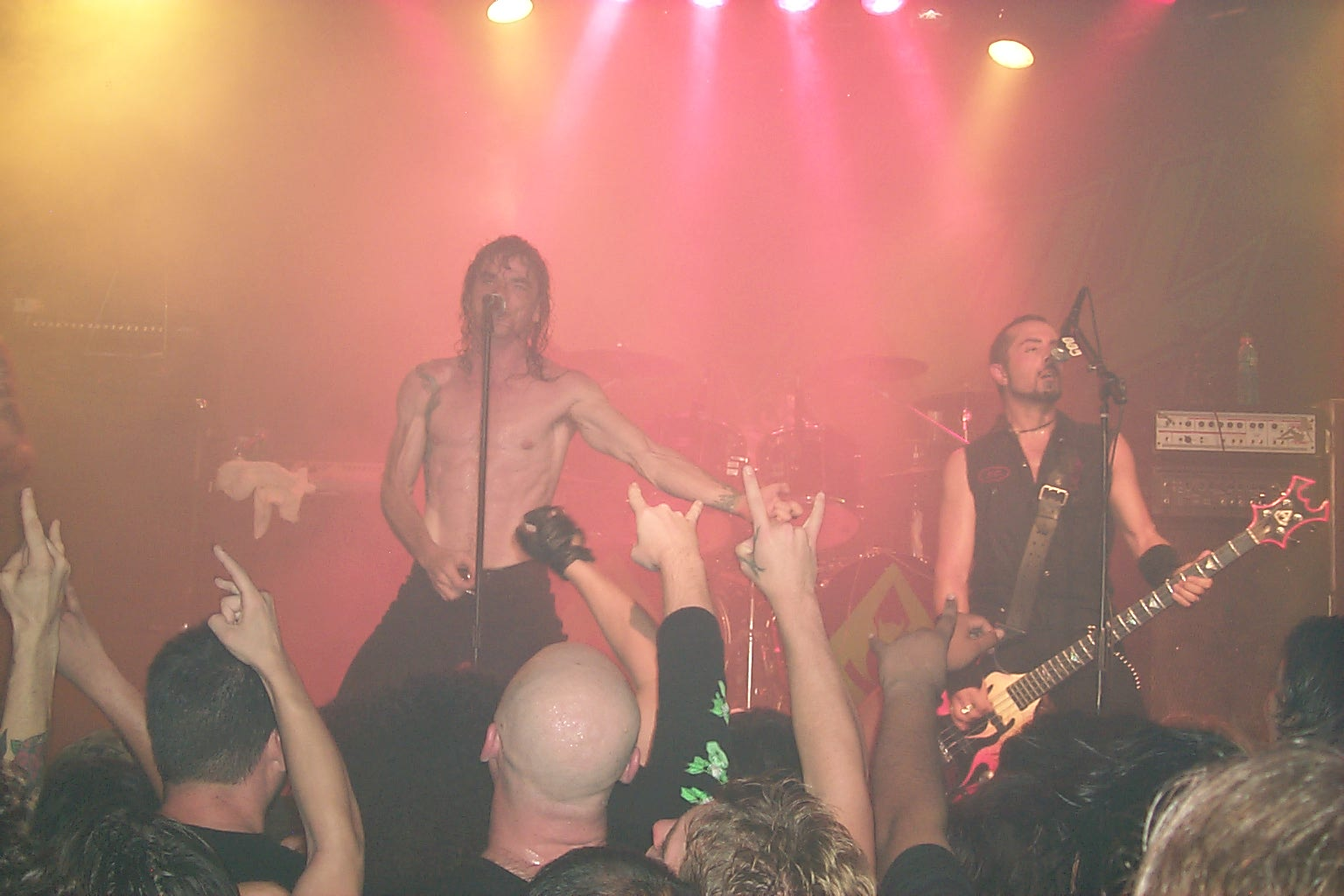
Blitz és D. D. Verni a kezdetektől az Overkill tagjai

A távozó gitárosok helyét Joe Comeau és Sebastian Marino vette át. Comeau korábban a stamfordi Liege Lord együttes énekeseként vált ismertté, Marino pedig az Overkillhez történő csatlakozását megelőző hat évben a kanadai Anvilben játszott. De nem csak a tagság változott. A zenekar, pontosabban a két alapító tag, Blitz és D. D. Verni saját kezébe vette a menedzselési feladatokat. Mivel az Atlantic Records nem újította meg a lejáró lemezszerződésüket, így kiadót is kellett találni. Már a Wrecking Your Neck koncertlemezt is a német Edel Musichoz tartozó Concrete adta ki Európában, míg Amerikában a CMC Records lett a partnerük.
A következő stúdióalbum felvételei 1995 szeptemberében és októberében zajlottak a stamfordi Carriage House stúdióban. A lemez producere maga az együttes volt, a keverést pedig a Judas Priest Painkiller albumán is dolgozó Chris Tsangarides végezte. A The Killing Kind című album 1996 márciusában jelent meg, és vele az Overkill modernizálni tudta zenéjét. A thrash metal, a groove metal és a hardcore elemei keverednek a dalokban az 1990-es évek underground metaltrendjének megfelelően (lásd Machine Head). A vokálmunka is izgalmasabb lett azzal, hogy Blitz mögött Joe Comeau erősítette a kórust. Az albumot a kritika és a közönség nagy része is jól fogadta. Európában két turnét is tudott csinálni a zenekar. Az első körben az Accusser és a Megora voltak az előzenekarok, a novemberi második menetben pedig az Anvil és a német Stahlhammer társaságában járták végig az európai klubokat. 1996 októberében, majd tíz évvel az eredeti megjelenés után, újra kiadták a !!!Fuck You!!! minialbumot, megtoldva egy Black Sabbath-dal és az E.vil N.ever D.ies 1990-es koncertfelvételével, valamint az 1984-es Overkill EP négy dalával.
Másfél évvel a The Killing Kind után érkezett meg az új Overkill-stúdióalbum. 1997 június–júliusában rögzítették a lemezt a Carriage House stúdióban Andy Katz hangmérnökkel. A producer újra az együttes maga volt, a felvétel mixelésére pedig ezúttal a többek között Carcass, Fear Factory és Machine Head lemezekkel nevet szerzett Colin Richardsont kérték fel. A szeptemberben megjelent From the Underground and Below dalai az előző album stílusát és erősségeit vitték tovább. A lemezre felkerült az első Overkill-lírai is a Promises képében, ami egy elveszített barátról szól. Ezzel az albummal az Overkill újra visszakerült az eladási listákra Amerikában. A Billboard Heatseekers listáján a 34. helyet szerezték meg. Európában a lemezt már nem az Edel Music, hanem az SPV kiadócsoporthoz tartozó, szintén német Steamhammer gondozta. Az európai koncertkörúton az amerikai Nevermore, a német Angel Dust és a svéd Nocturnal Rites kísérték az együttest. A turné keretében 1998. június 11-én első alkalommal lépett fel Magyarországon az Overkill.
Az album amerikai turnéját azonban félbe kellett szakítani, mikor kiderült, hogy az énekes Blitz szervezetében egyfajta bőrrákot, pikkelyes sejt karcinómát diagnosztizáltak. A műtét utáni kezelést nem töltötte tétlenül az énekes és a zenekar sem, elkezdtek új dalokon dolgozni. A lemez felvételei 1998. november–decemberben zajlottak Andy Katz társproducerkedésével a Carriage House Studiosban. Két dalban is vokálozik Blitz húga, Mary Ellsworth. A Necroshine címet kapott album 1999. februári megjelenésekor Sebastian Marino gitáros már nem volt az Overkill tagja, helyét Dave Linsk vette át. Linsk korábban a New Jersey-i Anger On Angerben zenélt, illetve 1996-ban Tim Mallare dobossal együtt szerepelt Gary Meskil (Pro-Pain énekes, basszusgitáros) Fa-Q elnevezésű projektjében. A tizedik Overkill-stúdióalbum felkerült a Billboard Heatseekers listájára a 37. helyen. A Necroshine turnéja az Egyesült Államokban kezdődött március végén, a nyarat európai fesztiválfellépésekkel töltötte az Overkill, majd szeptember végétől egy hónapon át újra az USA-ban koncerteztek. Az európai klubturné már 2000 januárjának utolsó napjaiban indult a kanadai Annihilator és a német Dew-Scented társaságában.
Még 1999 októberében megjelent egy csupa feldolgozást tartalmazó album Coverkill címmel (a lemez címe egy szójáték az angol cover, azaz „feldolgozás” szó és a zenekar nevének összeolvasztásával). A lemezre kerül 12 dal háromnegyedét az aktuális felállás rögzítette Andy Katz vezényletével, de vannak korábbról, még az 1988-as Under the Influence idejéből származó felvételek is. A feldolgozott dalok és előadóik jól tükrözik az Overkill hatásait: a punk rock vonalról a Sex Pistols, a Ramones és a Dead Boys egy-egy dala került lemezre, a heavy metal klasszikusok közül pedig többek között a Black Sabbath (rögtön három számmal), a Motörhead, a KISS, a Judas Priest dalaiból válogattak. A legnagyobb meglepetés talán a Jethro Tull Hymn 43 című dalának felbukkanása. A Coverkill album volt Joe Comeau gitáros utolsó hivatalos kiadványa az Overkill tagjaként. Comeau-t az Annihilator csábította el a közös turnét követően, hogy az együttes frontembere legyen (2003-ig két stúdió- és egy koncertalbumon énekelt az Annihilatorban).

### Linsk/Tailer (2000–2003)
Joe Comeau gitáros távozása után az Overkill úgy döntött, hogy egyelőre nem vesz be állandó másodgitárost Dave Linsk mellé, így 1990 óta most először újra négytagú lett az együttes. Ebben a felállásban kezdtek neki 2000 júniusában a következő stúdióalbum felvételeinek a Carriage House-ban. A producer ezúttal maga a zenekar volt, a lemez keverését pedig Colin Richardsonra bízták, aki már három évvel korábban, a Killing Kind albumon is segítette az Overkillt. Az új nagylemez októberben jelent meg Bloodletting címmel. Az első héten mindössze 2450 példány kelt el belőle az USA-ban, és ezzel a Billboard Heatseekers listáján a 77. helyen nyitott az album.

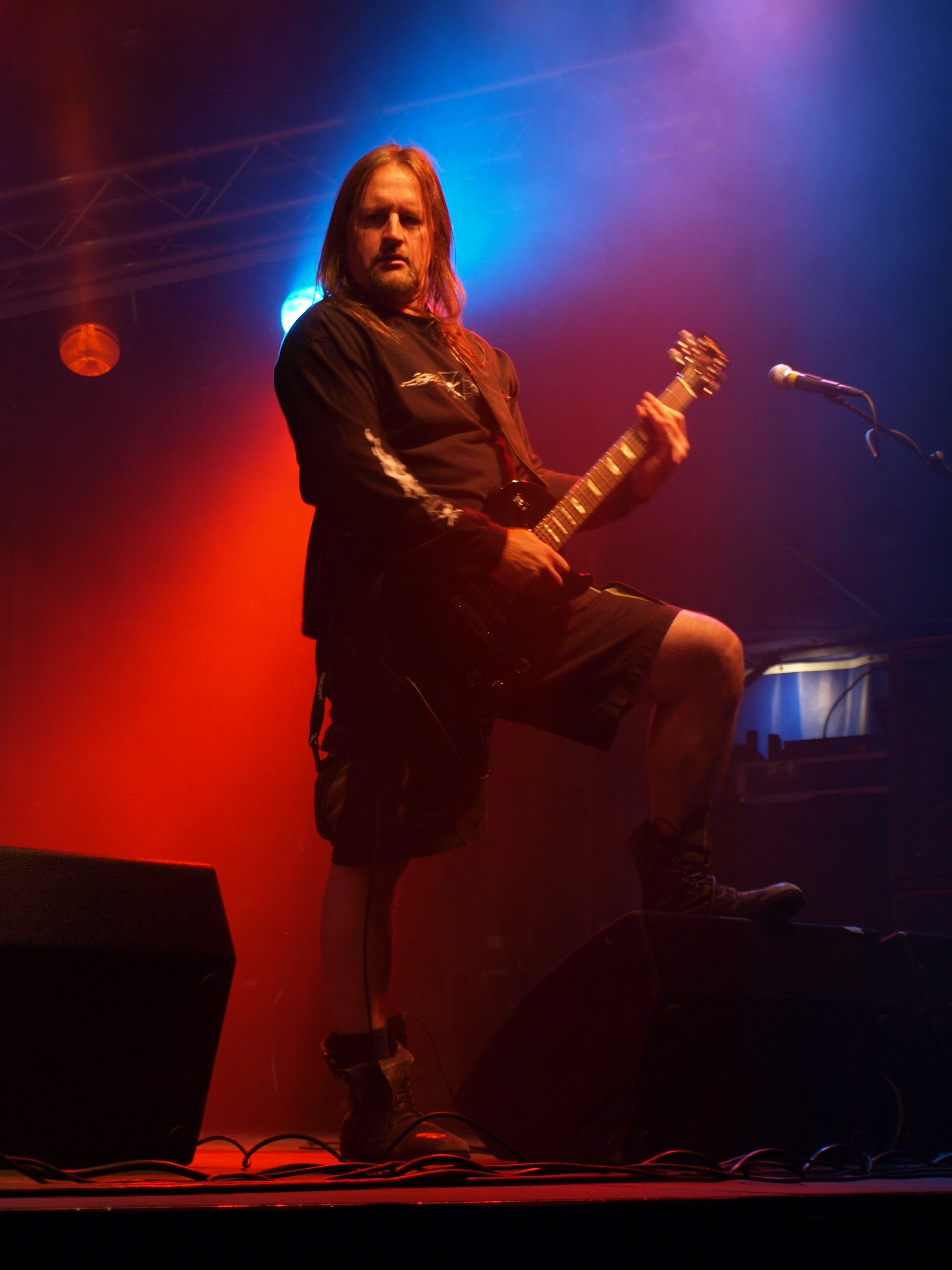
Dave Linsk gitáros

Novemberben Németországban indult a lemezbemutató turné, ahol Rob Halford szólócsapatának voltak az előzenekara. A turnéra beugróként visszatért Joe Comeau. Egy másik beugrásra is szükség volt, amikor D. D. Verni a turné közben hazautazott az Egyesült Államokba, hogy gyermeke születésénél várandós felesége mellett lehessen. A helyére Derek „The Skull” Tailer állt be, aki korábban Dee Snider (Twisted Sister énekes) Sick Mutha Fuckers nevű szólózenekarában játszott. A 2001-es nyári fesztiválszezonra az Overkill ismét Európába érkezett, és augusztus 6-án felléptek a Sziget Fesztiválon is Budapesten. 2001-ben az Overkill felvette az Under the Blade című dalt egy Twisted Sister tribute-lemezhez, ami a Koch Records gondozásában jelent meg. A tervek szerint 2001 novemberében az Egyesült Államok keleti partján koncertezett volna az Overkill a Nevermore és a Scar Culture társaságában, de a fellépések elmaradtak a 2001. szeptember 11-ei terrortámadások okozta félelmek miatt. Helyette inkább hazai pályán, Brooklynban, a L’Amourban adtak két koncertet.

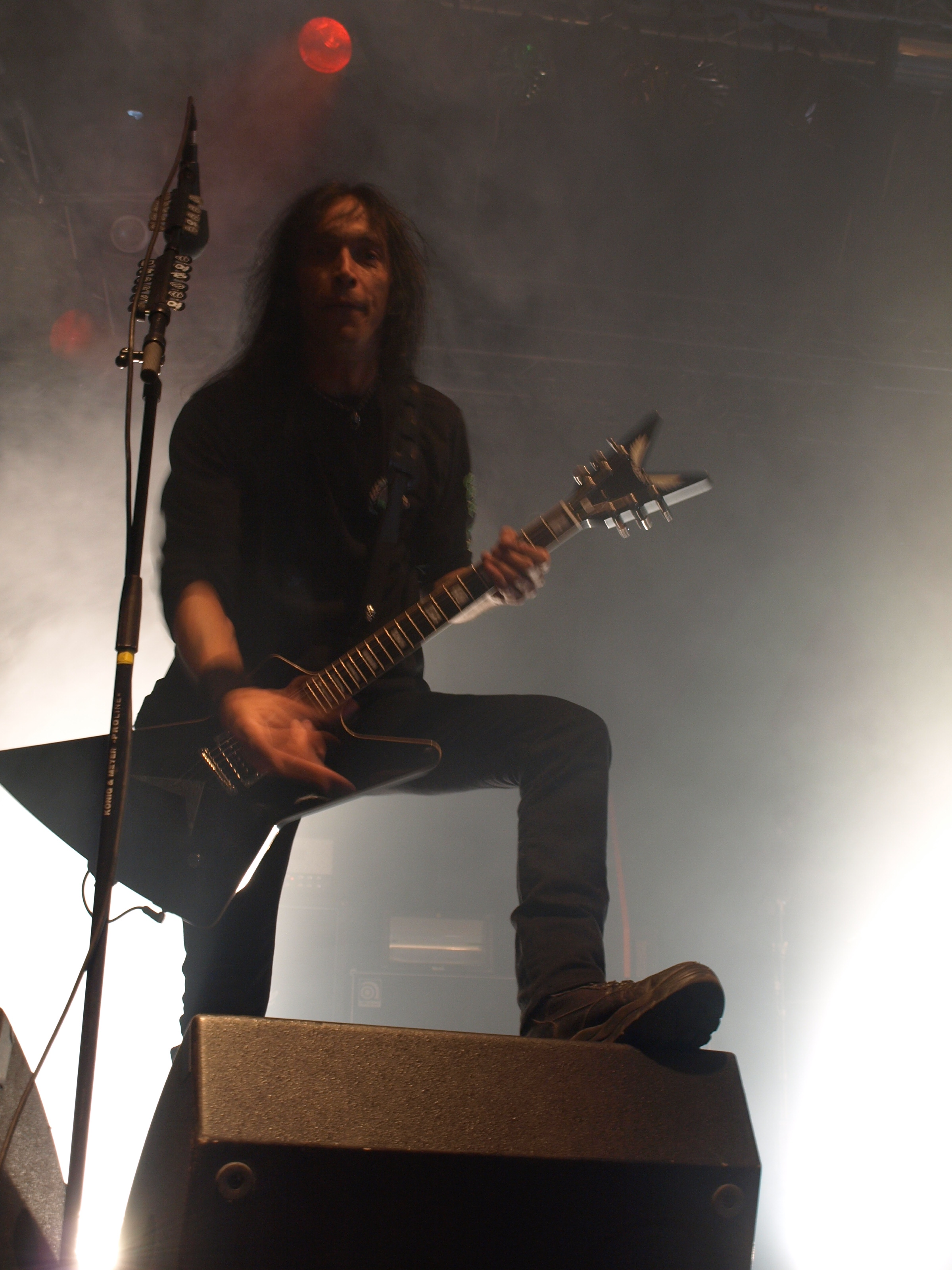
Derek Tailer gitáros

2002. március 23-án a Paramount Theaterben, Asbury Park városában, New Jersey államban lépett fel a Blitz–Verni–Linsk–Tailer–Mallare-felállású Overkill (Tailer itt már ritmusgitárosként). A koncertről videófelvétel készült, ami pontosan fél évvel később Wrecking Everything – An Evening in Asbury Park címmel jelent meg DVD-n és VHS-en. A Wrecking Everything… volt az Overkill első hivatalos videofilmje. A koncert felvétele mellett helyet kapott még a videón a zenekar történetét feldolgozó, Batmen: The Return című, másfél órás dokumentumfilm is. A koncert hanganyagából összeállított Wrecking Everything – Live koncertalbumot már júniusban kiadták a Blaze Bayleyvel közös nyári Európa-turnéra időzítve, de mindössze csak 13 dalt tartalmaz, igaz, egyik sem szerepelt az 1995-ös dupla koncertanyagon. Az európai turné utolsó állomásán, június 27-én Nürnbergben, a koncert kezdete után 30 perccel Blitz összeesett a színpadon és kórházba kellett szállítani. Mint kiderült, kisebb szélütés érte. Szerencsére pár hét pihenésen kívül komolyabb kezelésre nem volt szükség.
2002-ben két válogatásalbum is megjelent az Overkill munkásságából. Amerikában a Sanctuary Records Then and Now válogatássorozatában, a Sanctuary csoporthoz tartozó CMC kiadónál 1995 és 2000 között megjelent Overkill-albumokból állítottak össze egy CD-re valót. Ennél sokkal átfogóbb visszatekintést nyújt az együttes európai lemezkiadójánál, a Steamhammernél megjelent Hello from the Gutter című dupla album, habár a korai klasszikusok többsége itt is csak koncertverzióban került lemezre, mivel az eredeti stúdiófelvételek kiadási jogaival az Atlantic Records rendelkezik. 2002 szeptemberében egy új stúdióalbum munkálatainak látott neki az immár hivatalosan is újra öttagú Overkill. Korábban csak a dalírási, demózási szakaszban használták a basszusgitáros D. D. Verni saját stúdióját, a Gear Recording stúdiót, most viszont úgy döntöttek, hogy a következő lemezt teljes egészében itt veszik fel. Colin Richardson ezúttal már nem csak a keverést vállalta, hanem az első naptól kezdve producerként is irányította az album munkálatait.
A 2003. március 25-én megjelent tizenharmadik Overkill-album a Killbox 13 címet kapta. A nagylemezt az előző évi koncertanyagot is gondozó, amerikai székhelyű Spitfire Records adta ki az USA-ban és Európában is. A Killbox 13 a független kiadású albumok Billboard-listáján (Top Independent Albums) a 31. helyet érte el. A nyári európai fesztiválturné után szeptembertől az Egyesült Államokban koncertezett az együttes, majd novemberben újra Európa felé vették az irányt a Seven Witches és a belga After All zenekarok támogatásával.

### Mallare/Lipnicki (2004–2008)
2004 őszéig az Overkill visszavonult a nyilvánosságtól, szeptemberben azonban Japánban koncerteztek a Thrash Domination fesztiválon a Death Angel, a Testament és a Flotsam and Jetsam társaságában. Október elején két albumra szóló lemezszerződést írtak alá a svéd Regain Recordsszal az európai és japán kiadásra. Még ebben a hónapban neki is láttak a következő albumnak. Az előző lemezhez hasonlóan a felvételek ezúttal is D. D. Verni stúdiójában, a Gear Recordingban zajlottak, ám most Colin Richardson hangmérnök-producer nélkül. Verni és Ellsworth úgy döntött, hogy a teljes produkciós munkát ők maguk végzik. Az eredmény nem lett tökéletes, a ReliXIV címen 2005 márciusában megjelent tizennegyedik (XIV.) Overkill-album hangzása elmarad elődjétől. Április hónapban az Egyesült Államokban kezdődött a lemezbemutató turné, ami májusban Európában folytatódott. Az európai körút indulása előtt pár nappal jelentették be, hogy Tim Mallare dobos nem tart a csapattal, és 13 év tagság után kilép az Overkillből. Helyére az ex-Hades ütős Ron Lipnicki került.
A nyári európai metalfesztiválok után szeptemberre újabb amerikai turnét szervezett a zenekar. A Rita hurrikán pusztítása miatt a houstoni és Corpus Christi-i koncertek elmaradtak. 2006 februárjában következett az amerikai turné harmadik szakasza, ahol a Pronggal közösen léptek színpadra esténként. A tervek szerint ezután nekiláttak az újabb Overkill-stúdióalbum megírásának és feldemózásának, a tényleges lemezfelvételt azonban későbbre halasztották, mert a zenekar bekerült az amerikai Gigantour utazó metalfesztivál 2006-os kiadására a második színpad főzenekaraként. A szeptember–októberben zajló turnén rajtuk kívül a főszervező Dave Mustaine csapata, a Megadeth, valamint a Lamb of God, az Opeth, az Arch Enemy és az Into Eternity volt még a résztvevő. A fesztiválról 2008 áprilisában jelent meg egy válogatás DVD két Overkill-dallal. Az előző évi Wacken-fesztiválról 2006 októberében kiadott dupla koncert DVD-n (Armageddon Over Wacken – Live 2005) szintén két dallal és egy interjúval szerepel az Overkill.

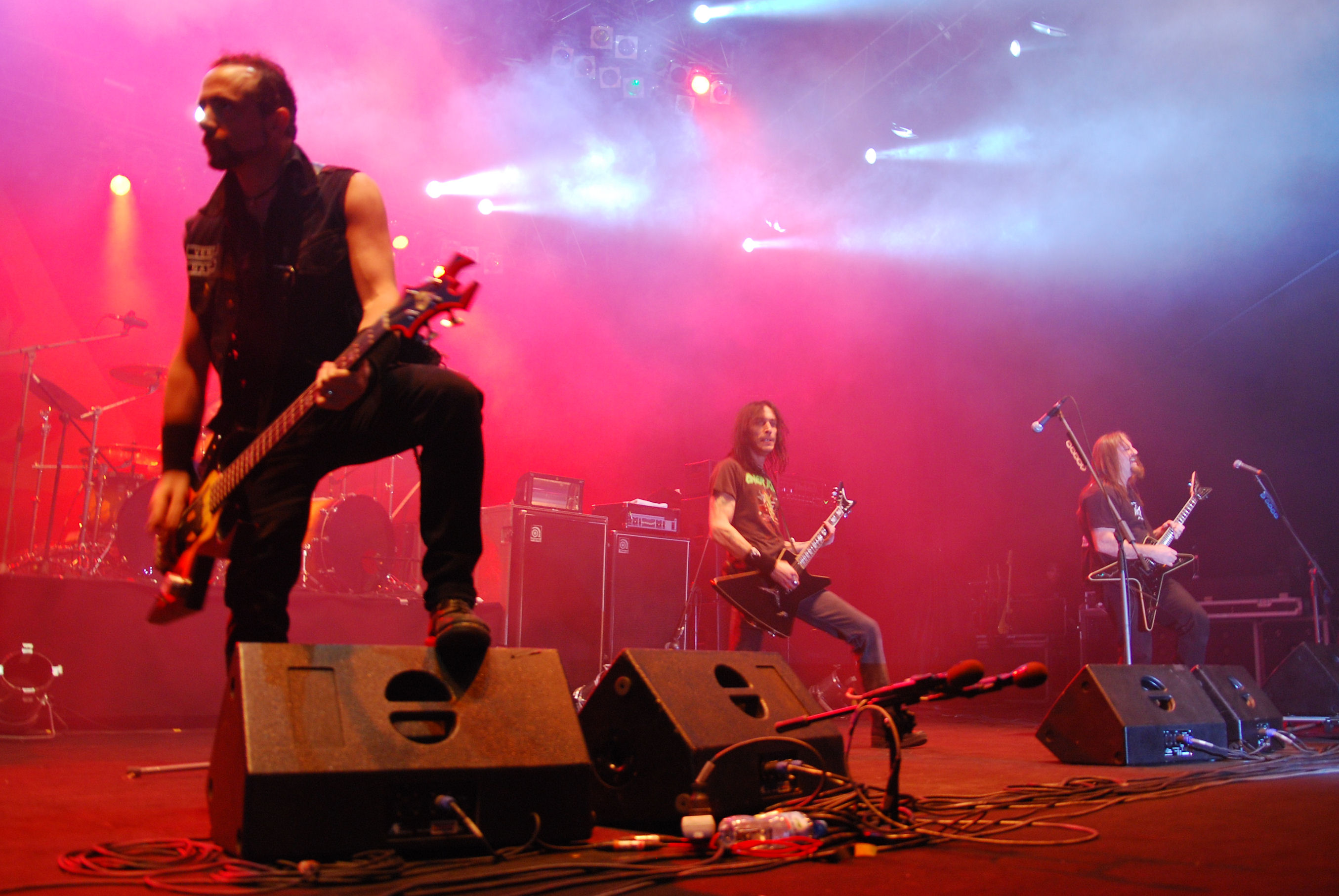
Overkill-koncert, Metalmania 2007 fesztivál, Lengyelország

2007 januárjában még mindig a ReliXIV albummal turnézott a zenekar az USA-ban, de már túl voltak egy októbertől decemberig tartó két hónapos stúdiózáson a Gear Recordingban. A következő stúdiós időszakra 2007. május–júniusban került sor, ekkor kötöttek új lemezszerződést a Bodog Music kiadóval, ami az Overkill legelső albumát is kiadó Jon Zazula (Megaforce) irányított. A lemez végül 2007. október 9-én jelent meg Immortalis címmel. Ez volt Ron Lipnicki első stúdiós szereplése az Overkillel. A limitált kiadáshoz rögzítették az évi Wacken-fellépésüket, amit bónusz DVD-ként csomagoltak az új album mellé. Az album Skull and Bones című dalához, amiben a Lamb of God-énekes Randy Blythe is vendégszerepelt, videóklipet forgattak. Az album másik érdekessége a záró Overkill V... The Brand című dal, ami az Overkill első négy lemezén végigvonuló Overkill-sorozat egy újabb darabja, 18 év után.
Az album a Billboard Heatseekers listáján a 9. helyig jutott, míg a független kiadású albumok listáján (Top Independent Albums) a 33. helyet érte el. A megjelenés hetében 2800 példány fogyott az Immortalisból az Egyesült Államokban, az amerikai turné pedig már a megjelenés előtti napokban elindult a The Agonist előzenekari közreműködésével. Novemberben és decemberben már az Overkill játszott előzenekarként a Motörheaddel közös német turnén. 2008 márciusában főzenekarként járta végig Európa klubjait az Overkill az ausztrál Mortal Sin és a német Drone támogatásával, majd augusztusban következtek a szokásos fesztiválfellépések. A második amerikai körre szeptember–októberben került sor, ahol két fiatal amerikai thrash metal együttes, a Toxic Holocaust és a Warbringer volt az előzenekar. Közben az eredetileg az Immortalis limitált kiadásával megjelent Live At Wacken koncert DVD-t önállóan is kiadták, de a fesztivál 2007-es hivatalos válogatás DVD-jén is szerepelt az Overkill három dallal.

### Nuclear Blast: Új aranykor (2009–2014)
2009 februárjában Killfest elnevezéssel az Overkill és az Exodus együtt turnézott Európában az északír Gama Bomb és a veterán brazil Tortured Squad előzenekarkodásával. A turnén eredetileg a Metal Church is részt vett volna, de ők visszaléptek. Júliustól szeptemberig már az új albumon dolgozott az együttes a Gear Recordingsban. A keverésre Peter Tägtgrent kérték fel, aki nem csak zenekaraival (Hypocrisy, PAIN), hanem hangmérnökként is hírnevet szerzett magának saját, The Abyss nevű stúdiójával. Október végén jelentették be, hogy az együttes Európára szóló szerződést kötött a legnagyobb független metalkiadóval, a Nuclear Blasttal. Pár nappal később az amerikai szerződést is bejelentették, amit az E1 Music lemezkiadóval (korábbi nevén Koch Records) írtak alá. Az Ironbound címre keresztelt album 2010 elején jelent meg, és újra a figyelem középpontjába került vele az Overkill. Az első heti lemezeladások meghaladták a négyezer példányt, és 17 év után újra felkerült egy Overkill-album a Billboard 200-as listára, a Heatseekers-listán pedig egészen a 4. helyig jutott, és még a Top Hard Rock Albums listára is felkerült. Az albumot a kritika és a rajongók is nagy lelkesedéssel fogadták. Az Ironbound nem újította meg a műfajt, de a klasszikus thrash metalt lehengerlően friss energiával tálalják a lemezen. Több kritikus is az Overkill egyik, ha nem a legjobb albumának titulálta. A svéd Close-Up magazin évvégi szerkesztőségi Top20-as listáján 14. lett az Ironbound, míg a clevelandi WJCU rádió Metal on Metal című műsorának hallgatói az év 2. legjobb albumának szavazták meg az albumot.
A lemezt a Bring Me the Night dallal vezették föl. A februári lemezmegjelenéssel egyidőben startolt a Killfest 2010 turné egy hónapos európai szakasza, ahol a Suicide Angels, a Savage Messiah és a német Cripper kísérte az Overkillt. Március közepén pár dél-amerikai dátum következett, majd április 1-jétől már az USA-ban koncertezett a zenekar a lengyel Vader, a holland God Dethroned, a brit Evile, az amerikai Warbringer és Woe Of Tyrants társaságában. Az amerika turné záró akkordja május 1-jén a New York-i Nokia Theaterben megtartott, az első Overkill-album megjelenésének 25 éves jubileumát ünneplő koncert volt, amit még a Time Square-en zajló bombariadó sem tudott megszakítani. Szeptemberben az Exodusszal Japánban, a Mortal Sinnel pedig – a zenekar történetében először – Ausztráliában koncertezett az Overkill. Novemberben következett az amerikai Killfest turné második szakasza a Forbidden, az Evile, a Gama Bomb és a Bonded By Blood támogatásával. Még októberben újra kiadták az Egyesült Államokban a 2007-es Immortalis című Overkill-albumot, kiegészítve három korábbi daluk addig kiadatlan koncertfelvételével, illetve a Live at Wacken Open Air 2007 koncert DVD-vel. 2011 márciusában folytatódott a Killfest Tour egy újabb, európai szakasszal, ahol a Destruction, a Heathen és a belga After All zenekarok társultak az Overkillel. A turnénak magyar állomása is volt, március 11-én Budapesten léptek fel az együttesek a Petőfi Csarnokban. Augusztusban jelent meg az előző évi Wacken fesztivál hivatalos válogatásalbuma, amelynek bónusz blu-ray 3D videolemezén szerepelnek a The Green and Black dal előadásával.
2011 szeptemberében stúdióba vonult az együttes, hogy megírják és rögzítsék következő nagylemezük dalait. A lemezfelvétel és az utómunkálatok egészen a következő év februárjáig folytak a Gear Recording stúdióban. Közvetlenül a lemezfelvételt követően az Overkill is részt vett az évente megrendezésre kerülő 70000 Tons of Metal elnevezésű egyhetes utazó fesztiválon, amit egy Miamiból induló tengerjáró hajó fedélzetén tartanak. Mivel Ron Lipnicki a csuklóját törte, így beugró dobossal, az ex-Pissing Razors ütős Eddy Garciaval léptek fel. Az új albumról elsőként az Electric Rattlesnake című dalt tették elérhetővé az interneten február végén, amire aztán videóklipet is forgattak. A Wish You Were Dead lett az album második kislemezes dala, ami egy héttel a nagylemez kiadása előtt jelent meg online. Az album végül 2012. március 30-án jelent meg The Electric Age címmel, és az első héten rögtön 6500 példányban kelt el Amerikában, amivel az együttes a Billboard 200 lemezeladási listán a 77. helyet érte el (az együttes történetében először bekerülve a legjobb 100 közé), a Billboard Top Hard Rock Albums listáján pedig a 7. lett a lemez. A lemezbemutató turné első szakasza áprilisban és májusban az Egyesült Államokban zajlott olyan zenekarokkal együtt, mint az amerikai God Forbid és Diamond Plate, valamint a német Suidakra. A nyári fesztiválfellépések után októberben indult az európai Killfest 2012 Tour. A mozgalmas esztendő zárásaként a clevelandi WJCU rádió Metal on Metal című műsorának hallgatói az évvégi szavazáson az év második legjobb albumának választották meg a The Electric Age albumot, az Accept az évi lemeze mögött.

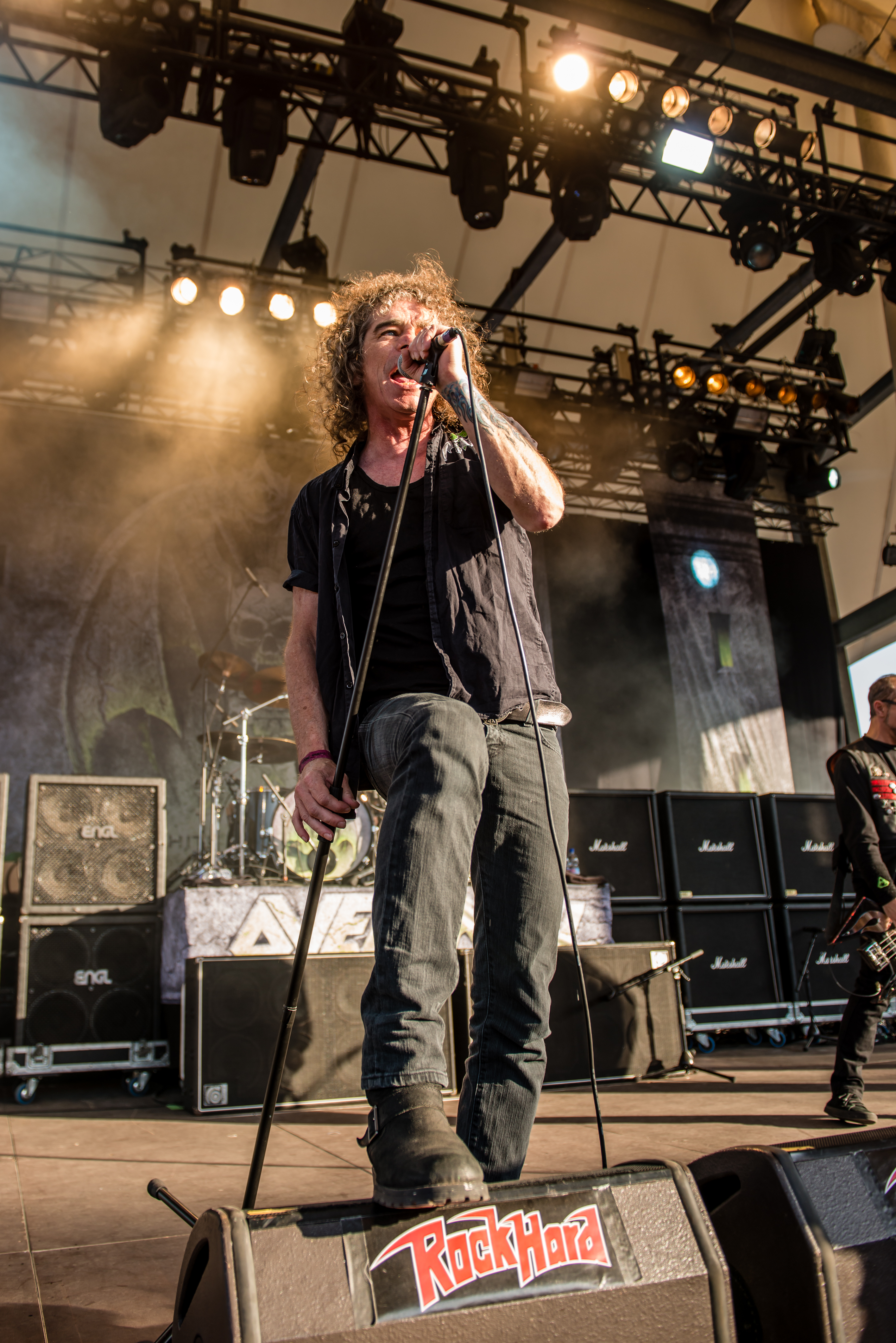
Blitz a színpadon, 2015, Rock Hard fesztivál, Németország

2013 a Testamenttel közös, egy hónapig tartó Dark Roots of Thrash elnevezésű amerikai turnéval vette kezdetét, amihez a két zenekar kortársának számító, bár kevésbé sikeres Flotsam and Jetsam is csatlakozott. A turné felénél azonban Blitz tüdőgyulladása miatt az Overkillnek le kellett mondania a hátra lévő fellépéseit. Áprilisban az újabb európai turnéval egy időben a Nuclear Blast kiadta a The Electric Age album „Tour Edition” változatát egy négyszámos bónusz CD-vel, ami a 2010-es ausztrál turnén rögzített koncertfelvételeket tartalmazott. A koncertminialbumot Live from Oz címmel színezett bakeliten is kiadták a Lemezboltok Napja tiszteletére. Augusztusban megjelent az előző évi Wacken-fesztivált dokumentáló videóválogatás, amelyen az Overkill három dallal is szerepel. A nyári fesztiválfellépések lecsengésével, augusztus végén jelentették be, hogy a következő hónaptól újra stúdióban dolgozik az Overkill, hogy elkészítse következő nagylemezét. Ezt mindössze egyetlen koncert erejéig szakították meg, amikor San Bernardinóban az Iron Maiden előtt léptek fel a Megadeth, az Anthrax, a Testament és a Sabaton társaságában. Novemberben egy európai thrash-legendával, a Kreatorral indult amerikai turnéra az együttes. A Legends of Thrash turné keleti parti állomásain az Overkill volt a főzenekar, míg a nyugati parti városokban a Kreator zárta az estéket. A koncertsorozat állandó előzenekara a Warbringer volt. A turné végeztével az Overkill visszavonult a stúdióba, hogy a már felvett zenéhez az éneksávokat is rögzítsék. Január elején bejelentették, hogy az új album eredetileg márciusra tervezett megjelenését júliusra halasztják, hogy csiszoljanak még a dalokon. Ezzel együtt a márciusra már lekötött európai dátumokat is törölték a brit koncertek kivételével. Májusban videóklipet forgatott a zenekar két új dalhoz, és bejelentették, hogy a késő őszre tervezett európai lemezbemutató turnén a szintén veterán Prong mellett a svéd Enforcer és az amerikai prog-power Darkology voltak az Overkill partnerei.
A White Devil Armory címre keresztelt tizennyolcadik Overkill-stúdióalbum végül 2014. július 18-án jelent meg. A lemez felvezetéseként július 1-jén bemutatták az Armorist című dalhoz készült videóklipet, majd a megjelenés hetében a Bitter Pill videója is a közönség elé került. A White Devil Armory folytatta az előző két album sikerszériáját. Az ismét emelkedő eladási számoknak köszönhetően a Billboard 200-as listán a 31. helyet szerezték meg az első héten eladott 8400 hanghordozóval, ami a zenekar történetének legjobb eredménye a listán. A Billboard Top Hard Rock Albums listáján a 3. helyig jutott a lemez, míg a független kiadású albumokat listázó Top Independent Albums listán az 5. lett. A lemezbemutató turné szeptemberben indult az USA-ban, majd októbertől már európai koncertek következtek. November elején a következő évi turnédátumokkal együtt jelentették be, hogy 2015. március 13-án a Sanctuary társaságában újra fellép Budapesten az Overkill.

### Doboskeringő: Lipnicki, Garcia, Bittner (2015–napjainkig)
2015. március végén jelentették be, hogy az addig csak Európára érvényes lemezszerződést a Nuclear Blast kiadóval az egész világra kiterjesztik. Ennek eredményeként szeptemberben megjelent egy 13 lemezes boxset HistoriKill címmel, amely az 1995 és 2007 között kiadott albumokat öleli fel egy kiadatlan demófelvételeket tartalmazó bónusz CD-vel kiegészítve. Ugyanebben a hónapban indult el a Symphony X zenekarral közös USA turné. Az észak-amerikai turnét követő időszakot az új album megírásával töltötte az együttes. 2016 tavaszán újra Nyugat-Európában koncerteztek, de a családi okok miatt az Egyesült Államokban maradt Ron Lipnicki dobost Eddy Garcia (Pissing Razors) helyettesítette. Az európai dátumok közül április 16-án Oberhausenben különleges műsorral lépett színpadra az Overkill, ugyanis teljes egészében eljátszották az 1985-ös Feel the Fire és az 1991-es Horrorscope albumok dalait. A koncertről filmfelvétel is készült egy későbbi DVD-kiadvány számára.
A tervek szerint június közepén Oroszországban játszottak volna az Onslaught társaságában egy-egy koncertet Szentpéterváron és Moszkvában, de az utazás végül elmaradt. A sludge metal legenda Crowbar zenekarral közös novemberi Európa-turnét viszont gond nélkül végigcsinálták, bár három estén Dave Linsk helyén a Grip Inc. gitárosa, Waldemar Sorychta lépett velük színpadra. A turnén, melynek dátumai között november 17-én Budapest is szerepelt, előzenekarként az izraeli Shredhead és az ausztrál Desecrator kísérte őket. Még augusztusban jelentették be, hogy novemberben az Overkill új albuma is boltokba kerül, de egy hónappal később a The Grinding Wheel címet kapott nagylemez megjelenését a következő év februárjára tolták. Ezzel együtt november 4-én kiadták az albumról az Our Finest Hour dalt kislemezen, melyet az európai koncerteken a műsorba is beillesztettek. December 21-én jelent meg a második kislemezdal, a Mean, Green, Killing Machine, majd az album megjelenése előtt egy héttel kiadták a Goddamn Trouble kislemezt és a hozzá készült videóklipet. A The Grinding Wheel album február 10-én jelent meg. Ezzel egy időben indult a Nile zenekarral közös február-márciusi amerikai turnéjuk. Ahogy az európai, úgy az amerikai koncerteken is újra Eddy Garcia helyettesítette a nagylemezt feldoboló Ron Lipnickit.
A Billboard 200-as lemezeladási listán az album rosszabbul teljesített, mint elődje, csak a 69. helyig jutott. A Top Hard Rock Albums listán viszont egyenesen a 2. pozíciót szerezte meg, a független kiadású lemezek rangsorában (Top Independent Albums) pedig a 4. lett a megjelenés hetében. Az európai listákon egyedül Németországban sikerült a Top10-be kerülnie új albumával az Overkillnek. A The Grinding Wheel nagylemez kevésbé lett direkt, mint az előző három album, több a hosszú, epikus és különböző stílusokat variáló dal a lemezen. Március közepén a hatperces Shine On című daluk klipjét mutatták be.

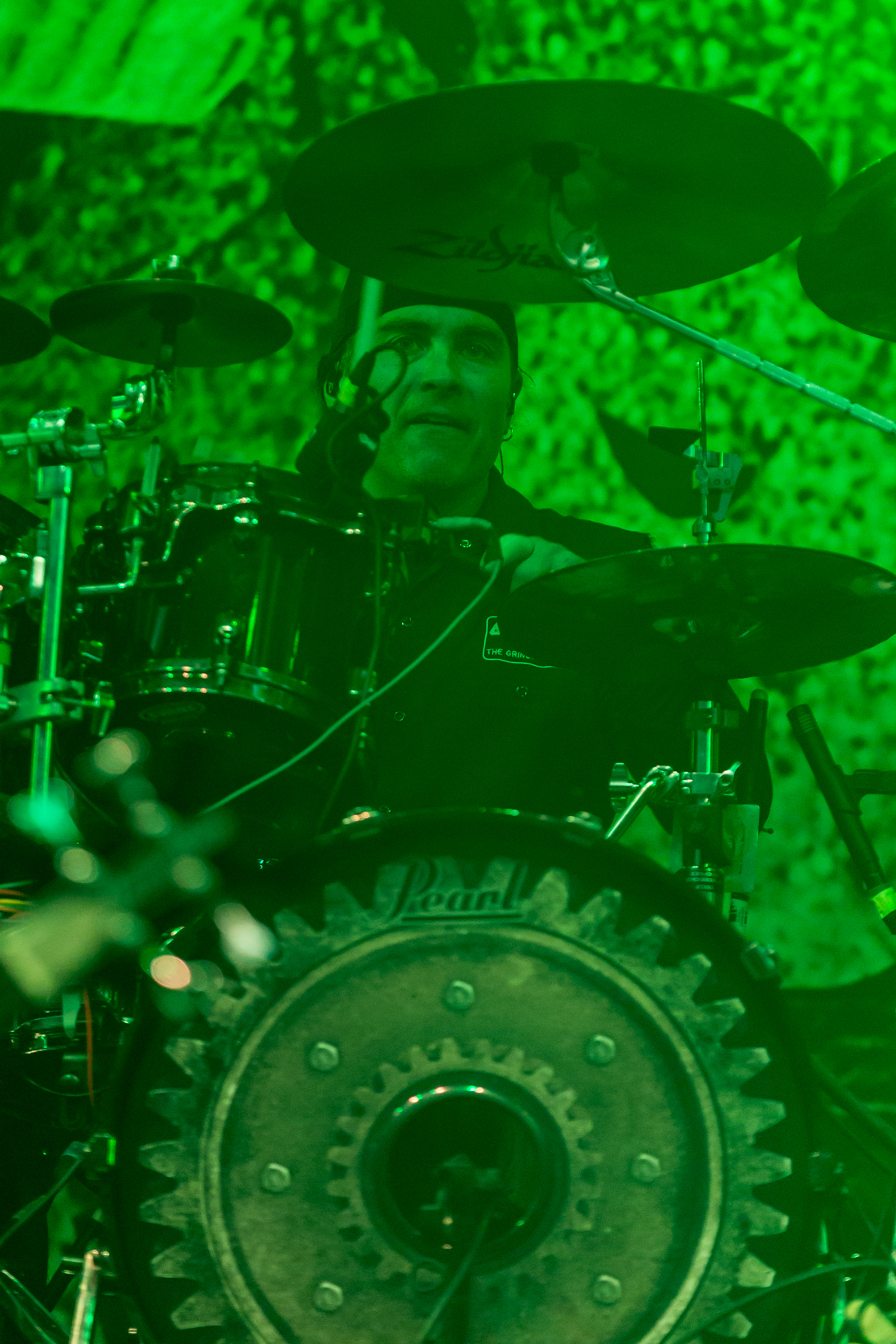
Jason Bittner már az Overkill dobosaként 2017-ben a Party.San fesztiválon

Májusban bejelentették, hogy az Overkill új dobosa Jason Bittner (ex-Shadows Fall, Flotsam and Jetsam) lett. Júniusban az együttes bepótolta az egy évvel korábban elmaradt ukrajnai és oroszországi koncertjeit, augusztusban pedig a metalfesztiválok színpadain léptek fel szerte Európában. Szeptember 8-án indult az Overkill és Crowbar nevével fémjelzett Metal Alliance Tour az Egyesült Államokban. A két főzenekarhoz a már ismertebb Havok és a feltörekvő Black Fast thrash metal együttesek csatlakoztak, illetve ötödikként a korábbi Five Finger Death Punch és Skinlab tagokból álló, első lemezes Invidia. November végétől két héten át az MTV Headbangers’ Ball Tour 2017 elnevezésű turné keretében újra Európában játszott az Overkill az Insomnium, a Deserted Fear, és a Sepultura klasszikus Roots című albumát felelevenítő Cavalera-testvérek társaságában.
2018. február 28-án startolt el az Overkill ausztráliai mini-turnéja. Először 2010-ben koncerteztek ezen a földrészen, és nyolc év után tértek vissza egy rövid, de feszes körútra. Öt nap alatt öt nagyvárosban léptek fel, mindenhol helyi előzenekarok támogatásával. Májusban megjelent a Live in Overhausen című koncertanyag, amit két évvel korábban rögzítettek a németországi Oberhausenben, ahol teljes egészében eljátszották a Feel the Fire és a Horrorscope lemezeket. Június 1-jén megkezdődtek a következő stúdióalbum munkálatai, melynek megjelenését 2019 februárjára tervezik, 2018. júliusában a nagyobb európai rockfesztiválokon játszott az Overkill, köztük július 10-én a Rockmaraton fesztiválon Dunaújvárosban. Ősszel visszatért a zenekar a stúdióba, hogy befejezze a munkálatokat a The Wings of War című következő Overkill stúdióalbumon. December közepén jelent meg az első dal Last Man Standing címmel az új nagylemezről, ezt követte 2019 januárjában a Head of a Pin másodikként, majd az album megjelenésének napján, február 22-én, az Overkill szülőhazájáról, New Jersey-ről írt Welcome to the Garden State klipje. Az új album még nagyobb visszaesést produkált Amerikában a Billboard lemezeladási listán, mint az előző anyag. Csak a 158. helyig jutott a The Wings Of War. Európában viszont, főleg a német nyelvterületeken, jobban teljesített az eladási listákon az Overkill, mint két évvel korábban.
Márciustól elindult a lemezbemutató turné Európában a szintén veterán Destruction és Flotsam and Jetsam thrash metal együttesek, valamint az ausztrál Meshiaak társaságában. A 2019-es tavaszi Európa-turné menetrendje szerint március 11-én ismét Magyarországra látogatott a zenekar egy önálló klubkoncert keretében. Április-májusban már az amerikai nagyvárosokban lépett fel az Overkill a Death Angel és a korábbi Megadeth zenészek által alapított Act of Defiance társaságában. 2019 nyarán Blitz egy közös mellékprojektet hozott létre Mike Portnoy dobossal (Sons of Apollo, ex-Dream Theater), Phil Demmel gitárossal (Vio-lence, ex-Machine Head) és Mark Menghi basszusgitárossal, melyben klasszikus amerikai rockzenekarok dalait dolgozzák át metal stílusban. Októberben az Overkill is részt vett a Dave Mustaine Megadeth-frontember által szervezett MegaCruise elnevezésű hatnapos metalzenei fesztiválon, melyet egy tengerjáróhajó fedélzetén rendeztek. Decemberben jelentették be a Wings Over USA lemezbemutató turné második szakaszát az Exhorder és a Hydraform társaságában. A háromhetes koncertsorozat 2020. február végén startolt a kaliforniai Anaheimben és a New Jersey-i Montclairben fejeződött be, ahol a Billy Milano vezette M.O.D. és a Demolition Hammer zenekarok is felléptek. A turné éppen befejeződött, amikor a Covid19-pandémia miatt világszerte korlátozásokat vezettek be a zenés tömegrendezvényekre, és az előadók arra kényszerültek, hogy sorra lemondják meghirdetett koncertjeiket.
2020. szeptemberében jelentette be a zenekar, hogy megkezdi következő nagylemeze felvételeit. Az újabb korlátozások miatt azonban a felvételek elhúzódtak, és 2021. augusztusában sem készült még el az album. Végül 2022 decemberében hozták nyilvánosságra az Overkill 20. stúdióalbumának címét és megjelenésének időpontját.A lemezre került dalokat Colin Richardson keverte, akivel 1997 és 2003 között már több albumon dolgozott együtt a zenekar. A 2023 tavaszán érkező nagylemezről a németországi Ruhrport Metal Meeting elnevezésű fesztiválon mutatták be az első dalt, a Wicked Place-t. Az áprilisban Scorched címmel megjelent album egyöntetűen pozitív kritikákat kapott a zenei sajtóban, kiemelve, hogy huszadik stúdióalbumára is erős, saját stílusán belül változatos dalokat írt a csapat. Ennek ellenére 2010 óta az első Overkill nagylemez volt a Scorched, amely nem került fel az Egyesült Államokban a Billboard 200-as lemezeladási listájára. Az európai listákon is gyengébben szerepelt a banda a 2019-es The Wings of War helyezéseihez képest, egyedül Svájcban léptek előre. A brit listákon is hasonló volt a helyzet.
A Scorched album turnéjának első szakasza július közepén indult San Franciscóban és további 14 amerikai nagyvárosban léptek fel a hónap végéig a Heathen és az Exhorder zenekarok társaságában. 2024 tavaszán Közép- és Dél-Amerikában folytatódott a turné, melyen a vállműtéten átesett D.D. Vernit a Megadeth korábbi basszusgitárosa, David Ellefson helyettesítette. Verni májusban állt újra színpadra az együttessel a Milwaukee Metal Festen. Szeptemberben Európában koncertezett az Overkill a spanyol Angelus Apatrida thrash metal zenekar kíséretével, és azt már előre bejelentették, hogy a turné több állomásán sem lép fel a csapattal D.D. Verni, akit végül az ex-Kreator zenész Christian "Speesy" Giesler pótolt a budapesti koncerten is. Augusztusban, az Európa-turné indulása előtt jelentette be Jason Bittner dobos, hogy hét év után kilép a zenekarból. Az európai koncerteken végül egy régi barát, a korábbi Venom Inc.-ütős, Jeramie Kling ült a dobok mögé. Októberben King Diamond közel két hónapig futó észak-amerikai turnéjához csatlakozott az Overkill. A basszusgitáros posztját ezúttal Christian Olde Wolbers (ex-Fear Factory) töltötte be.
Az énekes Blitz elmondása szerint a következő Overkill-album felvételei 2025 végén kezdődhetnek meg, a nagylemez megjelenése pedig 2026-ra várható.

## Tagok

### Jelenlegi tagok
- Bobby „Blitz” Ellsworth – ének (1980–napjainkig)
- D. D. Verni – basszusgitár, háttérvokál (1980–napjainkig)
- Dave Linsk – szólógitár, háttérvokál (1999–napjainkig)
- Derek „The Skull” Tailer – ritmusgitár, háttérvokál (2002–napjainkig)
- Jeramie Kling – dobok (2024–napjainkig)

### Korábbi tagok
Gitárosok
- Robert Pisarek (1980)
- Dan Spitz (1980–1981)
- Anthony Ammendolo (1980–1981)
- Rich Conte (1981–1982)
- Mike Sherry (1981–1982)
- Bobby Gustafson (1983–1990)
- Rob Cannavino (1991–1995)
- Merritt Gant (1991–1995)
- Joe Comeau (1995–1999)
- Sebastian Marino (1995–1998)

Dobosok
- Rat Skates (1980–1987)
- Robert „Sid” Falck (1988–1992)
- Tim Mallare (1992–2005)
- Ron Lipnicki (2005–2017)
- Jason Bittner – dobok (2017–2024)

### Vendégzenészek
- Mark Archibole – dobok (1987)
- Mike Portnoy – dobok (2006)
- Eddy Garcia – dobok (2012, 2016)
- Waldemar Sorychta – gitár (2016. november)
- David Ellefson – basszusgitár (2024. április)
- Christian "Speesy" Giesler – basszusgitár (2024. szeptember)
- Christian Olde Wolbers – basszusgitár (2024. október-december)

## Diszkográfia
| - 1985 – Feel the Fire - 1987 – Taking Over - 1988 – Under the Influence - 1989 – The Years of Decay - 1991 – Horrorscope - 1993 – I Hear Black - 1994 – W.F.O. - 1996 – The Killing Kind - 1997 – From the Underground and Below - 1999 – Necroshine | - 2000 – Bloodletting - 2003 – Killbox 13 - 2005 – ReliXIV - 2007 – Immortalis - 2010 – Ironbound - 2012 – The Electric Age - 2014 – White Devil Armory - 2017 – The Grinding Wheel - 2019 – The Wings of War - 2023 – Scorched |

## Turnék
| - Feel The Fire Tour (1985–1986) - Taking Over Tour (1987) - Under the Influence Tour (1988-1989) - The Years of Decay Tour (1989-1990) - Horrorscope Tour (1991) - World of Hurt Tour (1993) - W.F.O. Tour (1994) - The Killing Kind Tour (1996) - From the Underground and Below Tour (1998) - Necroshine Tour (1999-2000) - Bloodletting Tour (2000, 2002) - TourBox 13 (2003) - Thrash Domination '04 (2004) - ReliXIV Tour (2005-2007) - Gigantour 2006 | - Immortalis Tour (2007-2008) - Killfest Tour 2009 - Killfest Tour 2010 - Killfest Tour 2011 - The Electric Age Tour (2012-2013) - Killfest Tour 2012 - Dark Roots of Thrash Tour (2013) - Legends of Thrash Tour (2013) - White Devil Armory Tour (2014-2016) - The Grinding Wheel Tour (2016-2017) - Metal Alliance Tour (2017) - MTV Headbangers' Ball Tour (2017) - Australian Tour (2018) - Killfest Tour 2019 - Wings Over the USA (2019) - Scorched the Earth World Tour (2023-2024) |

### Magyarországi koncertek
- 1998. június 11. Budapest, E-Klub
- 2001. augusztus 6. Budapest, Sziget-fesztivál
- 2011. március 11. Budapest, Petőfi Csarnok
- 2013. július 28. Balatonszemes, Rock Beach Fesztivál
- 2015. március 13. Budapest, Club 202
- 2016. november 17. Budapest, Barba Negra
- 2018. július 10. Dunaújváros, Rockmaraton Fesztivál
- 2019. március 11. Budapest, Barba Negra
- 2024. szeptember 10. Budapest, Barba Negra

## Mellékprojektek
- The Bronx Casket Co. – D. D. Verni gothic metal zenekara, ami 1998 óta működik az Overkill mellett.[243]
- Speed Kill Hate – 2002-ben alakult thrash metal zenekar Dave Linsk és Derek Tailer gitárosok, valamint Tim Mallare dobos részvételével. 2006-ig működött ebben a felállásban. Azóta csak Linsk tagja.[244]
- The Cursed – Dan Lorenzo (Hades, ex-Non-Fiction) gitáros és Bobby „Blitz” Ellsworth közös doom metal projektje 2006-ban.[245]
- BPMD – Bobby Blitz Ellsworth énekes, Mike Portnoy dobos (Sons of Apollo, ex-Dream Theater), Phil Demmel gitáros (Vio-lence, ex-Machine Head) és Mark Menghi basszusgitáros 2019 nyarán alakult közös projektje, melyben klasszikus amerikai rockzenekarok dalait játsszák metal stílusban.[246]